# 남산초등학교 궁류분교
궁류초등학교는 대한민국 경상남도 의령군 궁류면 토곡리에 있는 공립 초등학교이다.

## 학교 연혁
- 1930년 9월 1일 궁류공립보통학교(4년제) 개교설립인가 7월 23일
- 1933년 3월 23일 4년제 제1회 졸업식
- 1938년 4월 1일 궁류공립심상소학교로 개칭
- 1939년 4월 1일 6년제로 승격
- 1941년 3월 20일 6년제 제1회(통산 8회) 졸업
- 1941년 4월 1일 궁류공립국민학교로 개칭
- 1950년 6월 30일 궁류국민학교로 개칭
- 1980년 3월 8일 병설유치원 개원
- 1991년 3월 1일 평촌분교장 본교 편입
- 1994년 2월 14일 학교급식 실시
- 1996년 3월 1일 궁류초등학교로 개칭
- 1998년 2월 28일 평촌분교장 통폐합
- 2005년 2월 4일 KBS ‘쏙속경제나라’ 녹화 촬영, 2월 18일 방영
- 2009년 10월 21일 과학실 현대화사업
- 2010년 8월 30일 도서관, 학습도움실 리모델링
- 2019년 12월 23일 소규모 체육시설 준공
- 2021년 9월 1일 제43대 윤정미 교장 취임
- 2022년 2월 11일 제89회 졸업식(졸업생 4,431명)
- 2022년 3월 1일  병설유치원 휴원
- 2023년 2월 10일 제90회 졸업식(졸업생 4,433명)
- 2023년 3월 1일 남산초등학교 궁류분교장으로 통합

## 참고 자료
- 남산초등학교 궁류분교 - 한국교육학술정보원 학교알리미